# Przemysław Zamojski
Przemysław Zamojski, né le 16 décembre 1986, à Elbląg, en Pologne, est un joueur polonais de basket-ball. Il évolue au poste d'arrière.

## Carrière
Avec l'équipe de Pologne de basket-ball à trois, il remporte la médaille d'argent lors des Jeux européens de 2023 à Cracovie.
Le 15 juillet 2024, il est nommé porte-drapeau de la délégation polonaise aux Jeux olympiques de 2024 à Paris aux côtés de l'athlète Anita Włodarczyk.

## Palmarès
- Championnat de Pologne :
  - Vainqueur : 2015, 2016, 2017
- Coupe de Pologne :
  - Vainqueur : 2015, 2017
- Supercoupe de Pologne :
  - Vainqueur : 2012, 2015